# Gastón Valles
Gastón Joaquín Valles Velázquez (Montevideo, 10 de mayo de 2001) es un futbolista uruguayo que juega como delantero.

## Carrera
Valles comenzó su carrera en las formativas de Defensor Sporting. En octubre de 2021 se mudó a España, luego de firmar por el F. C. Atlético Benidorm C. D. de Primera FFCV, en el sexto nivel de competición del fútbol español. Anotó 5 goles con el club en 9 partidos. En el inicio de la temporada 2022-23, se incorporó al Vélez C. F. en Segunda Federación, donde anotó 10 goles en 43 partidos.
El 29 de enero de 2024 firmó un contrato de dos años y medio con el R. C. D. Espanyol, siendo inicialmente asignado al equipo filial, R. C. D. Espanyol "B". Hizo su debut profesional con el primer equipo en un partido de la Segunda División el 24 de febrero, sustituyendo a Álvaro Aguado y dando una asistencia al gol de la victoria de José Carlos Lazo en el triunfo de local 3-2 sobre el S. D. Eibar. Acabó jugando más con el primer equipo que con el filial, catorce y cinco encuentros respectivamente, y contribuyó a conseguir el ascenso a la Primera División. No siguió en el club la siguiente temporada, ya que en el mes de agosto fue cedido al F. C. Cartagena. Tras volver de la cesión, el 6 de agosto de 2025 llegó a un acuerdo para rescindir su contrato.